# Печать Виргинии
Печать Содружества Виргинии (англ. The seals of the Commonwealth of Virginia) или Печать штата Виргиния — один из государственных символов штата Виргиния, США.

## История
В мае 1776 года колония Виргиния объявила о своей независимости от Великобритании и 1 июля того же года «Комитет четырёх» в составе Ричарда Генри Ли, Джорджа Мейсона, Джорджа Уита и Роберта Картера Николаса приступил к созданию официальной печати Виргинии. Спустя четверо суток Комитет объявил о завершении работы над проектом печати и Джордж Мейсон представил его на рассмотрение правительства Виргинии. Голосование членов правительства состоялось в тот же день и проект печати был утверждён официально.
Достоверно неизвестно, кто именно из «Комитета четырёх» являлся главным разработчиком дизайна печати штата, в наше время этим человеком принято считать Джорджа Уита. Вследствие господствовавших в то время увлечений идеями Римской республики за основу дизайна печати были взяты мотивы мифологии Древнего Рима, сама же печать была сделана двусторонней.

## Дизайн
Изображение лицевой стороны печати Виргинии используется во всех официальных документах правительства Содружества Виргинии, а также находится на флаге штата. На лицевой стороне печати изображена женская фигура, которая была выбрана в качестве главного символа нового Содружества и олицетворяет римскую Добродетель (Virtus), отвагу и мужество. Опираясь на длинное копьё, символ Виргинии стоит в позе победителя над поверженным мужчиной, представляющим свергнутую тиранию. Меч в руке символизирует больше власть, чем силу. Женская фигура изображена в одеждах амазонки с обнажённой левой грудью. Печать Виргинии единственная среди всех печатей штатов США, имеющая в своём изображении оголённое тело.
Поверженный тиран символизирует поражение Великобритании в борьбе с Содружеством Виргинии, лежащая в стороне королевская корона означает освобождение от гнёта монархической Британии и рождение новой свободной республики. Среди флагов и печатей штатов Соединённых Штатов Америки государственные символы только двух штатов, Виргинии и Нью-Йорка имеют в своих изображениях королевскую корону. В левой руке тиран держит сломанную цепь, символически представляющую собой разбитые оковы английской колониальной торговли и западной экспансии, в правой — бесполезный кнут, символизирующий так называемые «Невыносимые законы» метрополии.
В качестве девиза для лицевой стороны печати штата была выбрана латинская фраза «Sic Semper Tyrannis» (лат. «Так всегда [происходит] с тиранами»), приписываемая Бруту во время убийства Юлия Цезаря.
Обратная сторона государственной печати содержит изображения трёх римских богинь. В центре находится богиня свободы Либертас, указывающая своим посохом на волшебные предметы. Посох венчает фригийский колпак, который как символ свободы впоследствии стал популярен среди французских революционеров.
Слева от Либертас стоит римская богиня Церера, покровительствующая сельскому хозяйству. В левой руке Церера держит рог изобилия, ломящийся от урожаев Содружества, в правой — огромный стебель пшеницы как главную сельскохозяйственную культуру Виргинии. Символизирующая вечность богиня Этернитас стоит справа от Либертас, в правой руке она держит эмблему власти — золотой шар, на вершине которого сидит птица бессмертия Феникс. Изображённый на государственной печати Феникс знаменует собой эффективно работающее правительство штата. Венчает изображение латинское слово «perseverando» (лат. «продолжая»).